# 12203 Gehling
12203 Gehling eller 1981 EO19 är en asteroid i huvudbältet som upptäcktes den 2 mars 1981 av den amerikanska astronomen Schelte J. Bus vid Siding Spring-observatoriet. Den är uppkallad efter Russell Neel Gehling.
Den tillhör asteroidgruppen Telramund.